# Šarūnas Vasiliauskas
Šarūnas Vasiliauskas (* 1960; † 21. Oktober 2011 in Kuršių marios) war ein litauischer Manager und Politiker.

## Leben
1984 absolvierte er das Diplomstudium der Physik an der Vilniaus universitetas und arbeitete danach am Institut für Halbleiterphysik, ab 1990 am Verteidigungsministerium Litauens, von 1994 bis 1995 Vizeminister der Verteidigung. Von 1994 bis 1998 arbeitete er in den Telekommunikationsunternehmen „Vilta“, „UAB Bitė“, von 1998 bis 2009 als Vertreter von Motorola. Ab 2009 war er Direktor für strategische Projekte bei AB LEO LT, ab August 2009  Generaldirektor von Kernkraftwerk Visaginas  (als Nachfolger von Marius Grinevičius).